# Mount Cardell
Mount Cardell är ett berg i Antarktis. Det ligger i Östantarktis. Australien gör anspråk på området. Toppen på Mount Cardell är 1 657 meter över havet.
Terrängen runt Mount Cardell är platt norrut, men söderut är den kuperad. Trakten är obefolkad. Det finns inga samhällen i närheten.